# Associazione Sportiva Forlì 1943-1944
Questa voce raccoglie le informazioni riguardanti l'Unione Sportiva Forti e Liberi nelle competizioni ufficiali della stagione 1943-1944.

## Rosa
| N. |                   | Ruolo | Calciatore           |
| -- | ----------------- | ----- | -------------------- |
|    | Italia (bandiera) | C     | Francesco Bertaccini |
|    | Italia (bandiera) | A     | Ruggero Capucci      |
|    | Italia (bandiera) | P     | Amleto Casadei       |
|    | Italia (bandiera) | C     | Gianangelo Cavalazzi |
|    | Italia (bandiera) | C     | Pietro Cecchini      |
|    | Italia (bandiera) | A     | Alfredo Diotalevi    |
|    | Italia (bandiera) | C     | Volturno Diotallevi  |
|    | Italia (bandiera) | P     | Giuseppe Dirani      |
|    | Italia (bandiera) | C     | Alfredo Dolcini      |
|    | Italia (bandiera) | C     | Gustavo Fiorini      |
|    | Italia (bandiera) | C     | Ellero Ghetti        |

| N. |                   | Ruolo | Calciatore          |
| -- | ----------------- | ----- | ------------------- |
|    | Italia (bandiera) | C     | Enzo Giordano       |
|    | Italia (bandiera) | C     | Bruno Gramellini    |
|    | Italia (bandiera) | D     | Guido Monti         |
|    | Italia (bandiera) | A     | Morgagni            |
|    | Italia (bandiera) | A     | Elvezio Ortali      |
|    | Italia (bandiera) | A     | Sergio Paganelli    |
|    | Italia (bandiera) | C     | Giovanni Poggiolini |
|    | Italia (bandiera) | D     | L. Poli             |
|    | Italia (bandiera) | C     | Giovanni Renzi      |
|    | Italia (bandiera) | A     | Roberto Ronconi     |
|    | Italia (bandiera) | D     | Romeo Rossi         |
|    | Italia (bandiera) | A     | Antonio Santolini   |

## Statistiche

### Statistiche dei giocatori
| Giocatore     | Divisione Nazionale | Divisione Nazionale | Totale   | Totale |
| Giocatore     | Presenze            | Reti                | Presenze | Reti   |
| ------------- | ------------------- | ------------------- | -------- | ------ |
| F. Bertaccini | 1                   | 0                   | 1        | 0      |
| R. Capucci    | 4                   | 0                   | 4        | 0      |
| A. Casadei    | 2                   | -?                  | 2        | -?     |
| G. Cavalazzi  | 6                   | 0                   | 6        | 0      |
| P. Cecchini   | 3                   | 0                   | 3        | 0      |
| A. Diotalevi  | 4                   | 0                   | 4        | 0      |
| V. Diotallevi | 4                   | 0                   | 4        | 0      |
| G. Dirani     | 6                   | -?                  | 6        | -?     |
| A. Dolcini    | 1                   | 0                   | 1        | 0      |
| G. Fiorini    | 6                   | 0                   | 6        | 0      |
| E. Ghetti     | 1                   | 0                   | 1        | 0      |
| E. Giordano   | 1                   | 0                   | 1        | 0      |
| B. Gramellini | 4                   | 0                   | 4        | 0      |
| G. Monti      | 4                   | 0                   | 4        | 0      |
| Morgagni      | 1                   | 0                   | 1        | 0      |
| E. Ortali     | 6                   | 0                   | 6        | 0      |
| S. Paganelli  | 3                   | 2                   | 3        | 2      |
| G. Poggiolini | 4                   | 0                   | 4        | 0      |
| L. Poli       | 8                   | 0                   | 8        | 0      |
| G. Renzi      | 6                   | 0                   | 6        | 0      |
| R. Ronconi    | 2                   | 0                   | 2        | 0      |
| R. Rossi      | 4                   | 0                   | 4        | 0      |
| A. Santolini  | 4                   | 1                   | 4        | 1      |